# Amphoe Nam Kliang
Amphoe Nam Kliang (in Thai อำเภอ น้ำเกลี้ยง) ist ein Landkreis (Amphoe – Verwaltungs-Distrikt) in der Provinz Si Sa Ket. Die Provinz Si Sa Ket liegt in der Nordostregion von Thailand, dem so genannten Isan. 

## Geographie
Amphoe Nam Kliang grenzt an die folgenden Distrikte (von Norden im Uhrzeigersinn): an die Amphoe Kanthararom, Non Khun, Benchalak, Si Rattana, Phayu und Mueang Si Sa Ket. Alle Amphoe liegen in der Provinz Si Sa Ket.

## Geschichte
Nam Kliang  wurde am 7. Januar 1986 zunächst als „Zweigkreis“ (King Amphoe) eingerichtet, indem die vier Tambon Nam Kliang, La-o, Tong Pit und Khoen vom Amphoe Kanthararom abgetrennt wurden.
Am 4. Jul 1994 wurde er zum Amphoe heraufgestuft.

## Verwaltung

### Provinzverwaltung
Der Landkreis Nam Kliang ist in sechs Tambon („Unterbezirke“ oder „Gemeinden“) eingeteilt, die sich weiter in 75 Muban („Dörfer“) unterteilen.
| Nr. | Name       | Thai    | Muban | Einw. |
| --- | ---------- | ------- | ----- | ----- |
| 1.  | Nam Kliang | น้ำเกลี้ยง | 10    | 6.118 |
| 2.  | La-o       | ละเอาะ  | 13    | 7.492 |
| 3.  | Tong Pit   | ตองปิด   | 14    | 7.169 |
| 4.  | Khoen      | เขิน     | 13    | 8.054 |
| 5.  | Rung Rawi  | รุ่งระวี   | 15    | 8.082 |
| 6.  | Khup       | คูบ      | 10    | 6.904 |

### Lokalverwaltung
Es gibt sechs „Tambon-Verwaltungsorganisationen“ (องค์การบริหารส่วนตำบล – Tambon Administrative Organizations, TAO) im Landkreis:
- Nam Kliang (Thai: องค์การบริหารส่วนตำบลน้ำเกลี้ยง)
- La-o (Thai: องค์การบริหารส่วนตำบลละเอาะ)
- Tong Pit (Thai: องค์การบริหารส่วนตำบลตองปิด)
- Khoen (Thai: องค์การบริหารส่วนตำบลเขิน)
- Rung Rawi (Thai: องค์การบริหารส่วนตำบลรุ่งระวี)
- Khup (Thai: องค์การบริหารส่วนตำบลคูบ)